# 代頓鎮區 (愛荷華州錫達縣)
代頓鎮區（英語：Dayton Township）是位於美國愛荷華州錫達縣的一個行政鎮區。

## 地方資料
根據2010年美國人口普查的數據，代頓鎮區的面積為94.64平方千米，當中陸地面積為94.64平方千米，而水域面積為0.00平方千米。當地共有人口1282人，而人口密度為每平方千米13.55人。